# Ryszard Stryjec
Ryszard Stryjec (ur. 30 kwietnia 1932 w Lipniszkach k. Lidy, zm. 5 czerwca 1997 w Gdańsku) – polski grafik, malarz, rzeźbiarz, ceramik.

## Życiorys

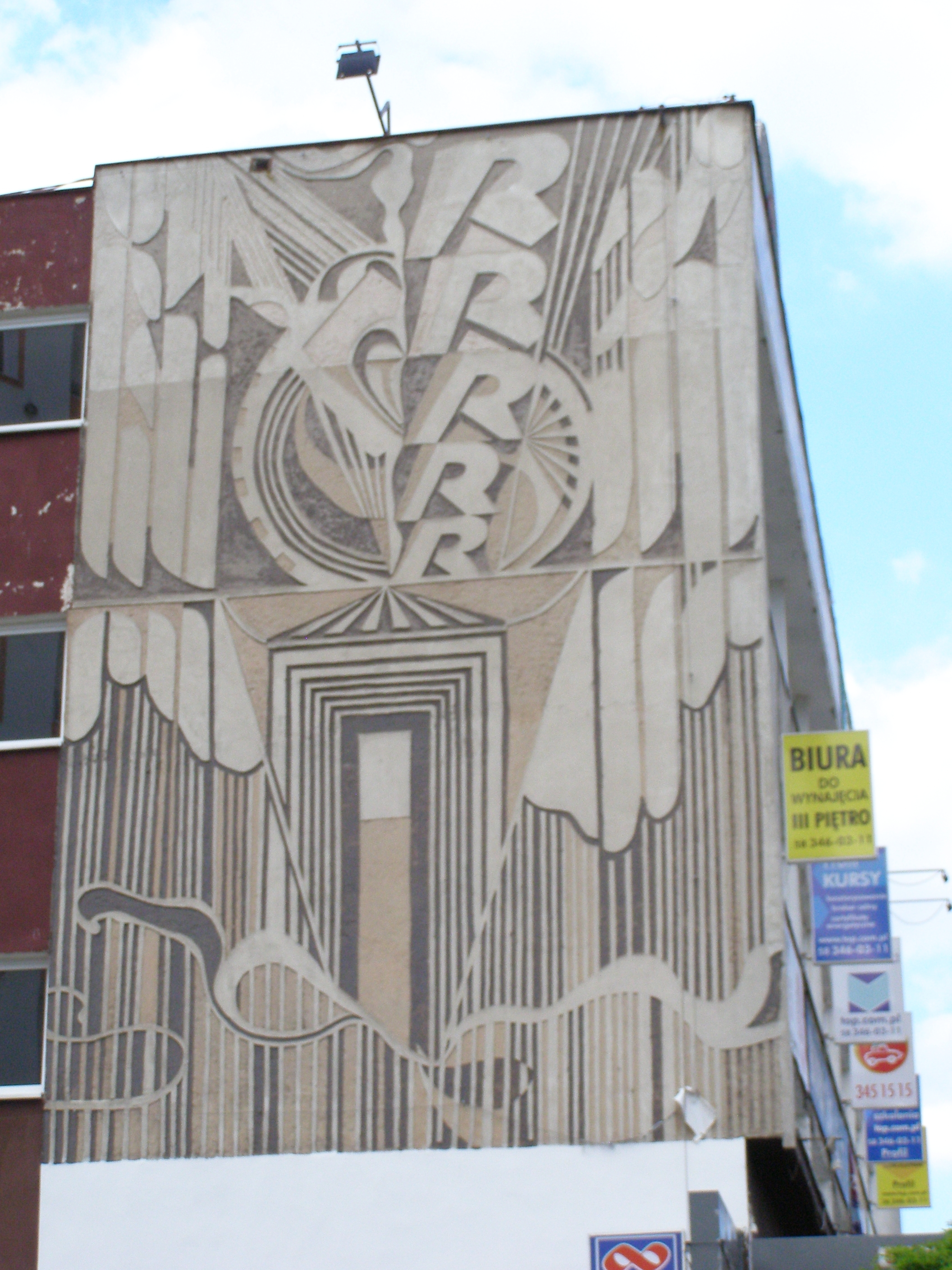
Praca Ryszarda Stryjca na ścianie wrzeszczańskiego Domu Rzemiosła

Rodzina Stryjców za zasługi dla Polski otrzymała majątek na Kresach, tzw. panis bene merentium (chleb dobrze zasłużonych). Po wybuchu II wojny światowej, ojciec, Jan Stryjec (legionista, policjant), został aresztowany i zamordowany przez NKWD, a Ryszard z matką Heleną z domu Rybak i siostrą Heleną w 1940 zostali deportowani do Kazachstanu.
Po wojnie, w 1946 wrócili do Polski i osiedlili się w Świebodzinie, gdzie Ryszard ukończył szkołę podstawową i uzyskał w gimnazjum małą maturę. Następnie w latach 1950–1952 uczył się w Państwowym Liceum Sztuk Plastycznych w Gdyni-Orłowie (obecnie wchodzi w skład Zespołu Szkół Plastycznych w Gdyni-Orłowie). W latach 1952–1958 kontynuował naukę w Państwowej Wyższej Szkole Sztuk Plastycznych w Sopocie, później przeniesionej do Gdańska (od 1996 roku nazwa szkoły: Akademia Sztuk Pięknych w Gdańsku). Studiował malarstwo w pracowniach profesora Stanisława Teisseyre'a i Krystyny Łady-Studnickiej oraz grafikę u profesora Zygmunta Karolaka. W latach 1955–1962 był związany z grupą ceramiczną „Kadyny”, kierowaną przez Hannę Żuławską. Od 1965 roku mieszkał w domu przy gdańskim Targu Rybnym, gdzie obecnie wmurowana jest pamiątkowa tablica poświęcona artyście; autorstwa wieloletniego przyjaciela, gdańskiego rzeźbiarza Bronisława Tuska.
Redaktor graficzny miesięcznika „Litery” (1962–1974), redaktor, następnie kierownik pracowni graficznej tygodnika „Czas” (1975–1978), współpracował też z niszowym pismem „Socjaldemokrata Gdański”. Wielokrotnie nagradzany w konkursach i na wystawach krajowych i zagranicznych, m.in. wystawach grafiki marynistycznej, Triennale Rysunku we Wrocławiu, Międzynarodowym Biennale Exlibrisu w Malborku, wystawach sztuki polskiej w Lipsku, Siegen i Lüneburgu.
Ryszard Stryjec uprawiał malarstwo, rzeźbę i ceramikę, a przede wszystkim grafikę. Stworzył kilka tysięcy prac. Cechą charakterystyczną jego twórczości było wplatanie postaci fantastycznych, bajkowych i biblijnych w motywy gdańskie. Prace artysty były prezentowane na licznych wystawach zbiorowych i indywidualnych w kraju i za granicą, m.in. we Francji, Niemczech, Holandii i Finlandii oraz znajdują się w wielu prywatnych kolekcjach Trójmiasta.

W latach 1964–1984 był mężem Janiny z domu Śpiewak, artystki grafika, ojciec Jarosława (ur. 1965), rzeźbiarza.

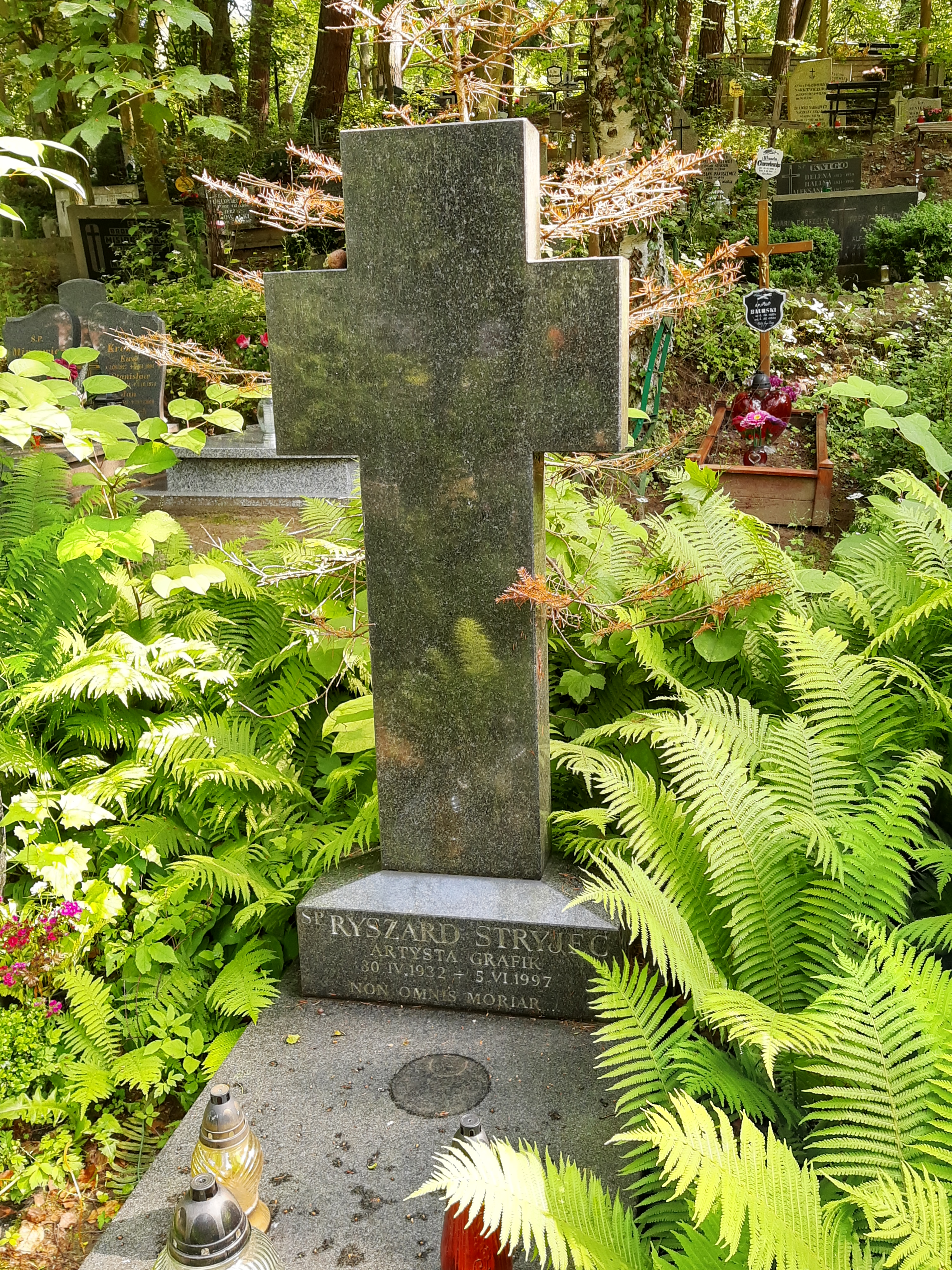
Grób Ryszarda Stryjca na cmentarzu Srebrzysko

Zmarł w Gdańsku, pochowany 10 czerwca 1997 na cmentarzu Srebrzysko (rejon V, kwatera TAR I-1).

## Nagrody
- III nagroda w II Ogólnopolskim Konkursie na Grafikę Marynistyczną w Malborku (1963)[5]
- Nagroda Artystyczna Gdańskiego Towarzystwa Przyjaciół Sztuki w dziedzinie grafiki za wystawę w Galerii Mistrzów w Pałacu Opatów w Oliwie (1995)[2]

## Upamiętnienie
8 lipca 2001 na Targu Rybnym, na ścianie kamienicy, w której mieszkał, odsłonięto tablicę pamiątkową poświęconą Ryszardowi Stryjcowi.